# 初石站
初石站（日语：／ Hatsuishi eki */?），位於日本千葉縣流山市西初石三丁目，是東武鐵道野田線（東武都市公園線）的鐵路車站。車站編號是TD 21。

## 車站結構
對向式月台2面2線的地面車站。站舍位於大宮方向月台側，與柏方向月台以跨線天橋聯絡。跨線橋併設升降機，1號月台的月台門顏色是紅色，2號月台是藍色。曾經柏方向月台設有3號月台，後來拆去。
廁所位於大宮方向月台側，併設備有對應Ostomate器具的多功能廁所。
圖片

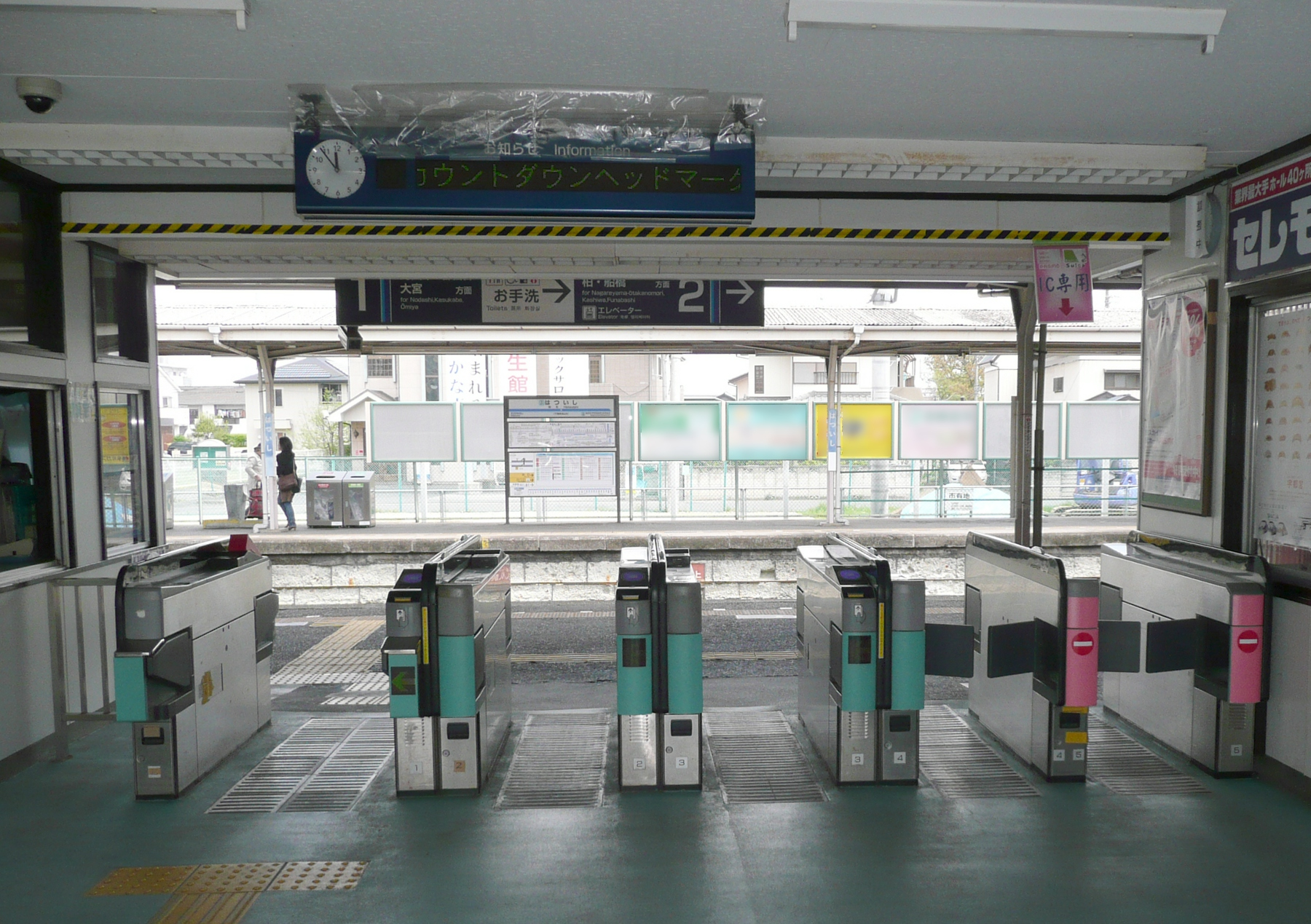
閘口（2012年4月）

### 月台配置
| 月台 | 路線           | 方向 | 目的地                     |
| ---- | -------------- | ---- | -------------------------- |
| 1    | 東武都市公園線 | 上行 | 野田市、春日部、大宮方向   |
| 2    | 東武都市公園線 | 下行 | 流山大鷹之森、柏、船橋方向 |

## 使用情況
2016年度1日平均上下車人次為18,527人。2005年8月24日，此站－豐四季站之間的流山大鷹之森站開業，之後流山市營運的社區巴士直通流山綠巴士到流山大鷹之森站影響，近年繼續有減少傾向。
近年1日平均上下、上車人次的推移如下表。
| 年度               | 1日平均 上下車人次 | 1日平均 上車人次 |
| ------------------ | ------------------ | ---------------- |
| 1999年（平成11年） |                    | 11,533           |
| 2000年（平成12年） |                    | 11,448           |
| 2001年（平成13年） | 22,840             | 11,312           |
| 2002年（平成14年） | 22,413             | 11,103           |
| 2003年（平成15年） | 22,094             | 10,936           |
| 2004年（平成16年） | 21,766             | 10,776           |
| 2005年（平成17年） | 20,681             | 10,221           |
| 2006年（平成18年） | 19,816             | 9,641            |
| 2007年（平成19年） | 19,268             | 9,319            |
| 2008年（平成20年） | 18,924             | 9,188            |
| 2009年（平成21年） | 18,580             | 9,054            |
| 2010年（平成22年） | 18,425             | 8,999            |
| 2011年（平成23年） | 17,507             |                  |
| 2012年（平成24年） | 17,507             |                  |
| 2013年（平成25年） | 17,673             |                  |
| 2014年（平成26年） | 17,440             |                  |
| 2015年（平成27年） | 18,019             |                  |
| 2016年（平成28年） | 18,527             |                  |

## 相鄰車站
東武鐵道
 東武都市公園線
■急行、■普通
江戶川台（TD 20）－初石（TD 21）－流山大鷹之森（TD 22）

## 外部連結
- 初石（車站資訊） - 東武鐵道